# Operation Restore Hope
Operation Restore Hope (Operation Genopret Håb) var det amerikanske navn for en FN-sanktioneret humanitær aktion, der varede fra 3. december 1992 til 4. maj 1993. Målet var at afværge en humanitær katastrofe i Somalia, ved at stoppe den igangværende borgerkrig i landet. Operationen sluttede 4. maj 1993, da det blev en fredsbevarende FN-mission under navnet Operation Continue Hope.
Operationen kendes bedst fordi den førte til Slaget om Mogadishu den 3. oktober 1993, et større slag mellem amerikanske elitesoldater og somaliske militsfolk, ledet af krigsherren Mohamed Farrah Aidid, der resulterede i, at dræbte amerikanske soldater blev slæbt gennem gaderne i hovedstaden Mogadishu. Slaget skildres i filmen Black Hawk Down, samt bogen af samme navn.
Episoden førte til, at Præsident Clinton trak de amerikanske tropper ud af FN operationen.
| Historie | Spire Denne historieartikel er en spire som bør udbygges. Du er velkommen til at hjælpe Wikipedia ved at udvide den. |